# Yaki udon
Yaki udon (焼きうどん "mỳ udon chiên") là một món ăn Nhật Bản được chế biến bằng cách chiên lên những sợi mỳ udon trắng, dày và bóng, sau đó được trộn với nước sốt đậu nành, thịt (thường là thịt chân giò), và các loại rau củ. Món ăn này tương tự như món yakisoba, cả hai đều dùng mỳ lúa mạch để chiên. Yaki udon tương đối dễ làm và được phổ biến như một nguyên liệu trong  izakaya, hoặc trong các quán rượu, thường được dùng với các loại đồ ăn vặt vào lúc khuya. Món ăn này có nguồn gốc từ vùng Kokura thuộc tỉnh Fukuoka, ở vùng phía nam nước Nhật kể từ sau thời kỳ Chiến tranh Thái Bình Dương. Một câu chuyện được truyền bá rộng rãi nói về việc tạo ra món ăn này, đó là kể từ sau Chiến tranh thế giới thứ hai, vào thời điểm mà đồ ăn trở nên kham hiếm, chủ của nhà hàng mỳ sợi Darumado đã sử dụng mỳ udon và chế biến chúng theo cách làm của Yakisoba, bởi vì lúc này không còn loại mỳ nào thích hợp hơn nữa.